# Peeter Bode
Peeter Bode (1350 - Antwerpen, 18 november 1415) was een 15e-eeuws burgemeester van Antwerpen.
Bode was een ridder en schepen van Liezele, schepen van Antwerpen (van 1391 tot 1402) en binnenburgemeester, een van de twee burgemeesters van Antwerpen in 1412. 
Bode werd geboren in 1350 als zoon van Johan Bode en Elisabeth Van Der Geest. Hij was gehuwd met Catherine Brulocht (overleden in 1428), dochter van Jan Brulocht en Catharina van Dedelaer. Ze hadden een zoon, Jean Bode, en een dochter, Isabeau Bode.
Hij overleed in 1415 in zijn huis op de Antwerpse Grote Markt, genaamd "De Boom". 
Hij en zijn echtgenote zijn begraven in het het Antwerps Predikherenklooster voor het altaar van Sint-Dominicus.
Zijn zoon Jean Bode was gehuwd met Marguerite van Geldenaken, hun kind werd ook Peeter Bode genoemd, en ook die Peeter was schepen in Antwerpen, in 1445, vooraleer in 1448 door moord om het leven te komen. 